# Élevage de crustacés
L'élevage de crustacés ou crustaticulture peut avoir différentes formes, pour l'alimentation humaine ou animale.

## Alimentation humaine
- L'astaciculture est l'élevage des écrevisses.

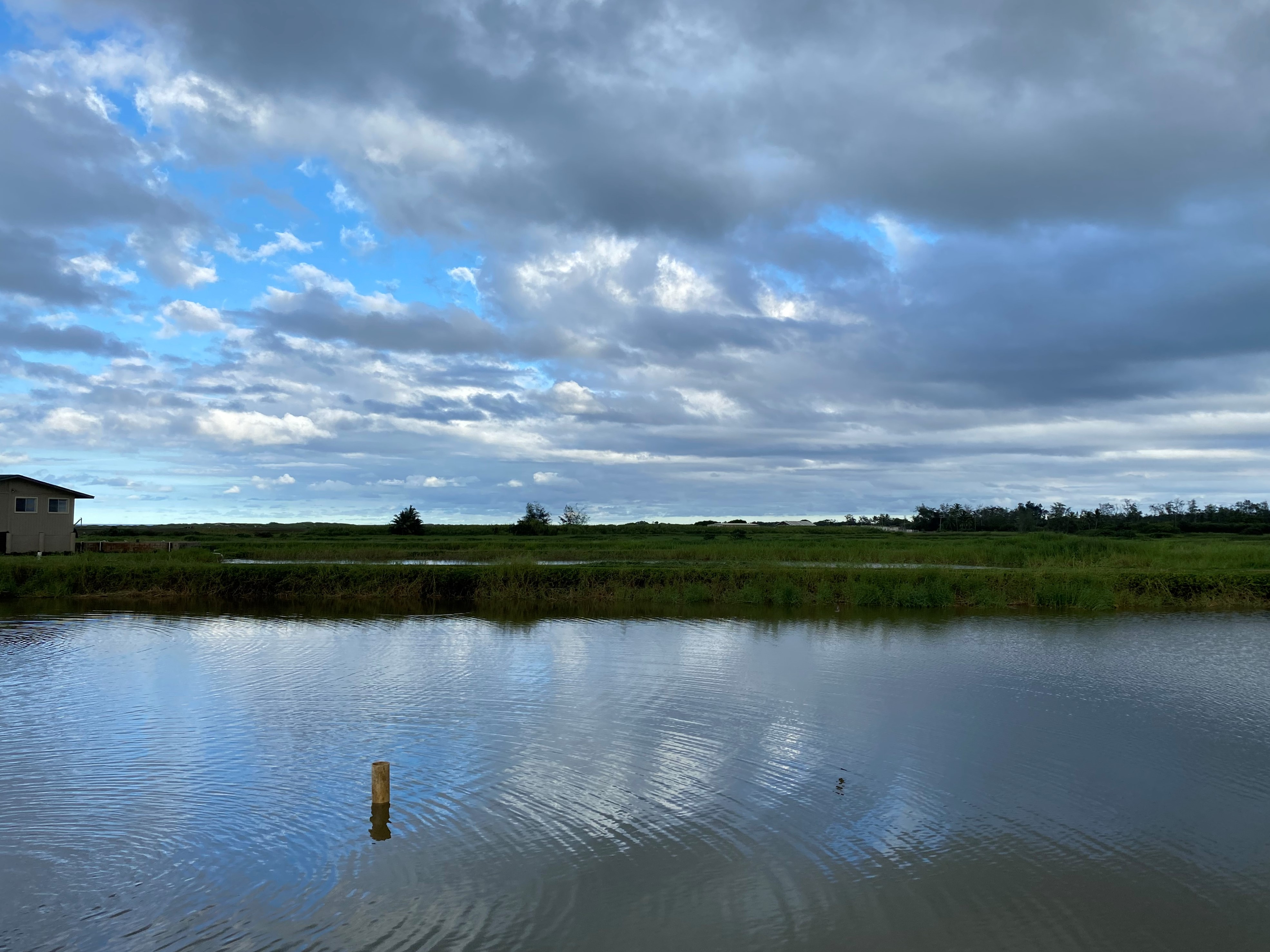
Une ferme d'élevage de crevettes à Hawaï.

- La crevetticulture est l'élevage de crevettes de mer et de crevettes d'eau douce.
  - les crevettes "gambas" sont élevées en grande quantité au Brésil.
  - la pénéiculture est l'élevage de la crevette impériale.

## Alimentation animale
Après décorticage, les restes de crevettes sont broyés et desséchés pour faire des aliments pour poissons (aquariophilie ou aquaculture).

### Pour l'aquariophilie
Les amateurs peuvent pratiquer l'élevage des Artemia, des daphnies.

### Nourriture pouralevins
L'amateur peut pratiquer la culture de copépodes ou en acheter sous forme d'œufs déshydratés dans le commerce. Ces œufs proviennent alors des États-Unis où est pratiquée la culture à grande échelle dans certains lacs.

## Aquariophilie
On peut vouloir élever des crustacés en aquarium.
- crevettes rayées tropicales.
- crevettes fluorescentes.